# AOMedia Video
AOMedia Video (AV) bezeichnet eine Reihe von offenen, (lizenzgebühren-)frei nutzbaren Formaten für verlustbehaftet komprimierte Videodaten, die für Videoübertragungen über das Internet optimiert sind.
Sie wird von der dafür gegründeten Alliance for Open Media entwickelt, die 2015 von führenden Firmen aus der Chipindustrie, Abrufvideoanbietern und Webbrowserherstellern gegründet wurde. Das erste Format erschien im März 2018 als AV1, aus diesem wurde später das Bildformat AVIF ausgekoppelt.

## Merkmale
Ein Argument für AV1 sind seine gebührenfreien Lizenzierungsbedingungen, mit denen es sich abhebt, besonders vom Hauptkonkurrent HEVC (H.265) der MPEG mit seiner komplizierten und teuren Lizenzierungssituation der zugehörigen Software-Patente. Ob überzeugend dargelegt werden kann, dass das Format keine Patente konkurrierender Firmen verletzt, wird als entscheidend für seine Verbreitungschancen angesehen.
Zusätzlich soll die Leistungsfähigkeit auf dem Stand der Technik sein und eine merkliche Bitrateneffizienzsteigerung bei etwas höherem Rechenaufwand bringen. Das Leistungsziel war ursprünglich eine um etwa 50 % gesteigerte Bitrateneffizienz gegenüber HEVC und dessen Hauptkonkurrent und AV1-Vorläufer VP9. Die Bitrateneffizienz war nach algorithmischer Beurteilung mittels der objektiven Metrik PSNR-HVS-M Anfang Juni 2016 bereits vergleichbar mit der von HEVC.
AV1 ist besonders auf höhere Auflösungen ausgelegt, als bei typischen Nutzungszenarien der derzeitigen Generation von Videoformaten (H.264) üblich sind (erweiterter Gamut, höhere Bildfrequenzen, UHD), und soll dort die drastischsten Steigerungen bringen. Dazu sollen der Farbraum aus der ITU-R-Empfehlung BT.2020 und 10 und 12 Bit an Farbtiefe pro Farbkomponente unterstützt werden.
AV1 zielt unter anderem besonders auf den Einsatz in Echtzeitanwendungen mit WebRTC.

## Technik
Die Alliance veröffentlicht eine in der Programmiersprache C und Assembler entwickelte Referenzimplementierung (aomenc, aomdec) als freie Software unter den Bedingungen von Version 2 der Apache-Lizenz (ASL 2).
Die erste Version 0.1.0 wurde am 7. April 2016 veröffentlicht.
AV1 übernimmt von Daala die in dem Audioformat Opus erprobte Perceptual Vector Quantization (PVQ, eine sphärische Vektorquantisierung).
Dazu ist eine Entropiekodierung wie die Bereichskodierung notwendig, die mehrere Symbole auf einmal kodiert.

## Wurzeln
Drei Gründungsmitglieder des Konsortiums arbeiten einzeln schon länger an eigenen alternativen Videoformaten, die nun in AV1 zusammenfließen:
Die AOMVideo-Reihe basiert auf dem experimentellen VP10, beziehungsweise VP9, dem letzten offiziell veröffentlichten Format der TrueMotion-Reihe (VPx) von Google (ehemals On2), und zusätzlicher Technik aus Ciscos Format Thor und Daala der Xiph.Org Foundation/Mozilla.
Mitglieder der Alliance aus der Chip-Industrie (AMD, ARM, Intel, Nvidia) sollen einen hardwarefreundlichen Entwurf sicherstellen.

## Markteinführung
Durch die Anwesenheit entsprechender Firmen in der Alliance wurde das Format schnell in populäre Webbrowser (Mozilla, Microsoft, Google) eingeführt. Auch Videoabrufdienste wie Netflix nutzen das Format teilweise.
YouTube bot seit 2017/2018 einzelne Videos mit AV1-Kodierung an, später mehr, aber häufig nur bei solchen mit hohen Abrufzahlen.